# 姚士同
姚士同（1581年8月24日—1614年7月31日），字仲文，號丹淵，浙江杭州府錢塘縣竈籍，嘉興府平湖縣人，明朝政治人物。

## 生平
萬曆三十七年（1609年）己酉科浙江鄉試第七名舉人，三十八年（1610年）中式庚戌科會試第七名，三甲第九十二名進士。授行人司行人。

## 家族
高祖姚坤；曾祖姚機，壽官；祖父姚簡，壽州正陽巡檢司巡檢；父姚體健，封徵仕郎、行人司行人。母許氏（封孺人）。重慶下。從兄姚士豸（貢士）、姚士慎（南京刑部尚書），兄姚士密，從弟姚士吉、姚士銓、姚士觀。無子，以從弟姚士銓子姚世球為嗣。